# ماگاش
ماگاش (به صربی: Magaš) یک منطقهٔ مسکونی در صربستان است که در بوینیک واقع شده‌است. ماگاش ۲۰۴ نفر جمعیت دارد.